# 모스콥스키 콤소몰레츠
《모스콥스키콤소몰레츠 신문》(러시아어: Московский комсомолец)은 모스크바에서 발간되는 신문이다.
현재 편집장은 파벨 구세프(Павел Гусев)이다.